# 宇佐八幡神社 (鳴門市)
宇佐八幡神社（うさはちまんじんじゃ）は、徳島県鳴門市撫養町黒崎に鎮座する神社。

## 歴史
元は八幡祠と称し、西方の八幡山麓にあった。1599年（慶長4年）に徳島藩祖である蜂須賀家政によって招かれ、播磨国よりこの地に移住して塩田を開いた馬居七郎兵衛らの発願で、現在地に鎮座して社殿を大きくした。同時に豊前国の宇佐神宮の分霊を勧請して合祀し、宇佐八幡神社と名を改めた。
1599年（慶長4年）頃から始まったとされる女性だけが神前に進み、お供え物を献上する珍しい神事があり、鳴門市の無形民俗文化財に指定されている。

## 祭神
- 応神天皇
- 仲哀天皇
- 神功皇后

## 交通
- JR鳴門線「鳴門駅」より車で約10分。
- 神戸淡路鳴門自動車道・高松自動車道「鳴門インターチェンジ」より車で約10分。